# Shinbashi
Shinbashi (新橋?) è un distretto di Minato, Tokyo, in Giappone, situato a sud di Ginza, ad ovest di Tsukiji, ad est di Toranomon e a nord di Hamamatsuchō.

## Storia

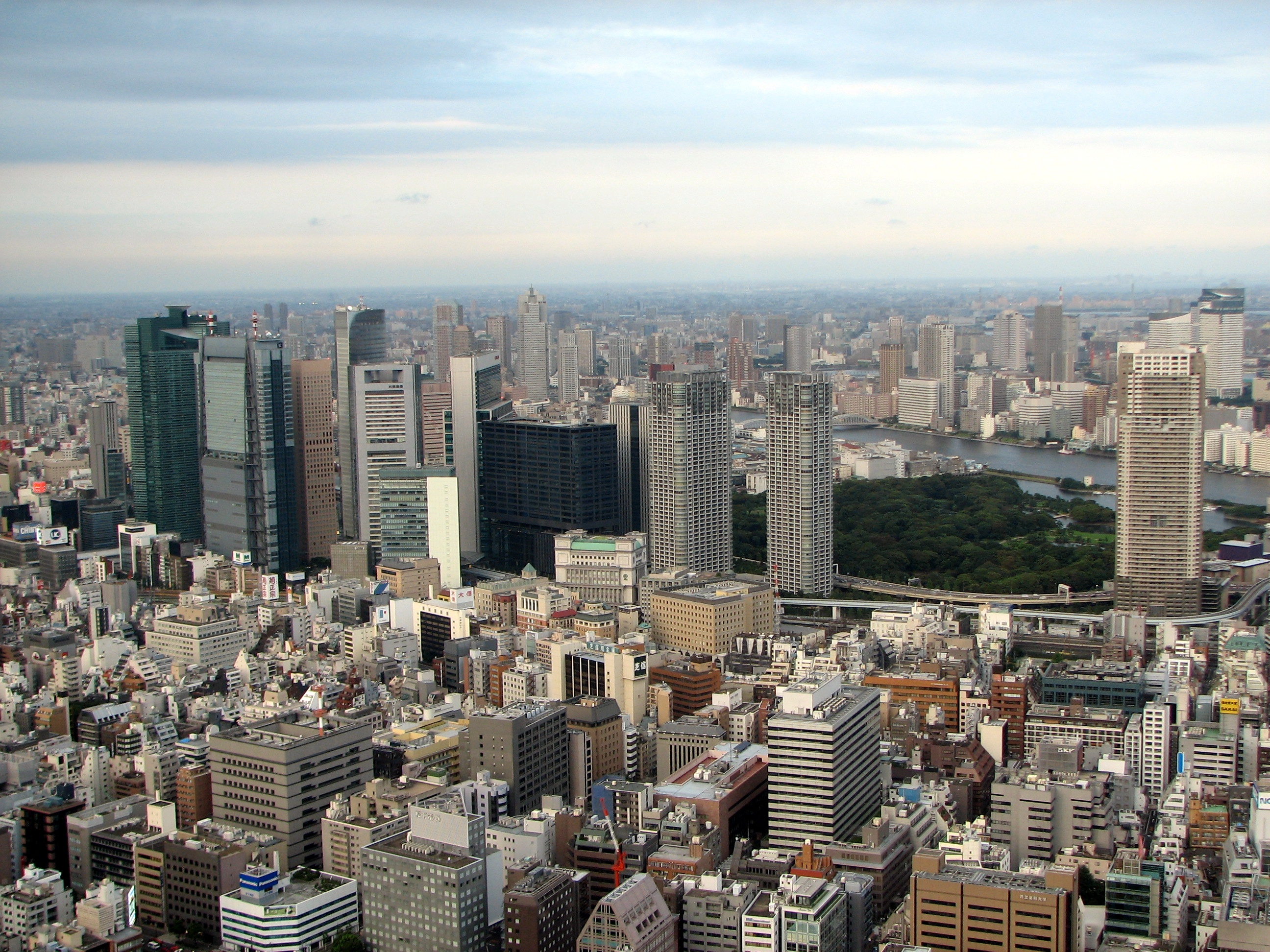
Veduta dei grattacieli di Shiodome

A Shinbashi, nella zona di Shiodome, si trovava il capolinea della prima ferrovia del Giappone, la linea Tōkaidō, realizzata nel 1872. Nel 1914 con l'estensione della linea alla stazione di Tokyo la vecchia stazione venne demolita. L'attuale stazione ferroviaria di Shinbashi è servita anche dalla linea Ginza della metropolitana di Tokyo e dalla linea sopraelevata automatizzata Yurikamome.
A partire dal 2002 la zona di Shiodome è stata oggetto di un piano di rinnovo urbanistico, con l'edificazione di tredici grattacieli e vari altri edifici commerciali e per uffici. Nei grattacieli di Shiodome hanno sede molte grandi aziende giapponesi come All Nippon Airways, Fujitsu, Matsushita, Nippon Television.
L'edificio della vecchia stazione di Shinbashi è stato ricostruito nel 2003 e ospita un museo ferroviario e un ristorante.

## Monumenti e luoghi d'interesse
Oltre alla zona di Shiodome, il cui fulcro è rappresentato dal complesso urbanistico noto come Sio-Site, uno degli edifici di maggior valore architettonico è il Nakagin Capsule Tower, raro esempio di architettura metabolista.